# Kōji Nishimura
Kōji Nishimura (japanisch 西村 弘司 Nishimura Kōji; * 7. Juli 1984 in der Präfektur Mie) ist ein ehemaliger japanischer Fußballspieler.

## Karriere
Nishimura erlernte das Fußballspielen in der Schulmannschaft der Yokkaichi Chuo Technical High School. Seinen ersten Vertrag unterschrieb er 2003 bei den Kyoto Purple Sanga (heute: Kyoto Sanga FC). Der Verein spielte in der höchsten Liga des Landes, der J1 League. Am Ende der Saison 2003 stieg der Verein in die J2 League ab. 2005 wurde er mit dem Verein Meister der J2 League und stieg wieder in die J1 League auf. Am Ende der Saison 2006 stieg der Verein in die J2 League ab. Für den Verein absolvierte er 39 Ligaspiele. 2008 wechselte er zum Erstligisten Nagoya Grampus. Mit dem Verein wurde er 2010 japanischer Meister. Für den Verein absolvierte er fünf Erstligaspiele. Ende 2016 beendete er seine Karriere als Fußballspieler.

## Erfolge
Nagoya Grampus
- J1 League

Meister: 2010
Vizemeister: 2011
- Kaiserpokal

Finalist: 2009